# Gueorgui Bobrinski
Gueorgui Alexandrovitch Bobrinski (en russe : Георгий Александрович Бобринский) est un général et homme politique russe né le 23 août 1863 à Saint-Pétersbourg et mort le 7 mars 1928 dans le 8e arrondissement de Paris.
Il est le fils d'Alexandre Bobrinski et fait ses études à l'École de cavalerie Nicolas avant de commencer sa carrière dans le Régiment de hussards de la Garde impériale (Russie). En 1886 il est au ministère de la guerre jusqu'au déclenchement de la Guerre russo-japonaise. Il y est nommé général puis à la tête de la 1re armée Mandchoue en 1905.
À la déclaration de la Première Guerre mondiale il est muté à Kiev et devint chef du gouvernement régional de Galicie.
En 1919, il émigre en France.